# Jacques Nisot
Jacques Nisot, né à Ixelles en 1931, est un architecte belge, qui s'est également fait connaître comme peintre et comme sculpteur.
Il a reçu sa formation à La Cambre où il est professeur depuis 1979.
Il est l'auteur du monument fait en l'honneur de l'architecte Philippe Baucq assassiné par les Allemands le 12 octobre 1915 en même temps qu'Edith Cavell située au Parc Josaphat à Schaerbeek.

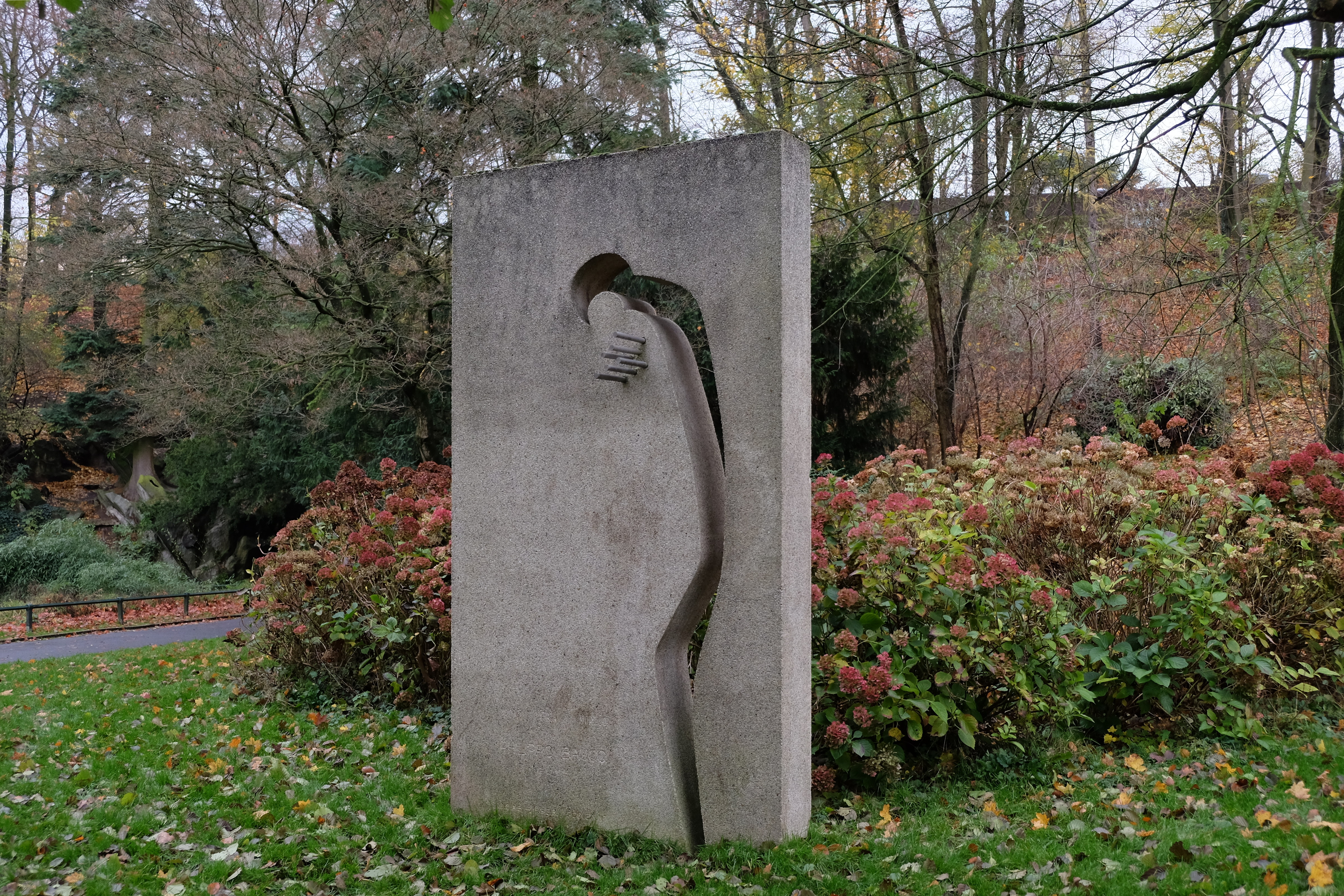
Monument Philippe Baucq par Nisot, Parc Josaphat